# Evelien Bosmans
Evelien Bosmans (Mol, 9 november 1989) is een Belgische actrice.

## Biografie

### Studie
Bosmans studeerde aan de Toneelacademie Maastricht. Voordien volgde ze onderwijs aan het Sint-Jan Berchmanscollege in Mol, de kunsthumaniora in Lier en Antwerpen en het conservatorium in Antwerpen.

### Theater
Voor haar toneelopleiding speelde Bosmans mee in de jongerenproductie Wolfsroedel (2006, Dirk De Lathauwer) van het Leuvense gezelschap fABULEUS, naar de gelijknamige jeugdroman van Floortje Zwigtman.
Ook in 2011 stond ze in de Bourlaschouwburg in Antwerpen met 300 el x 50 el x 30 el, een productie van FC Bergman, samen met onder meer Stef Aerts, Matteo Simoni, Bart Hollanders, Gert Winckelmans, Arne Focketyn, Herwig Ilegems, Mieke De Groote, Bien De Moor en Marie Vinck. Dat jaar speelde ze ook mee in Het Eenzame Westen, een stuk van Martin McDonagh, gespeeld door Het Huis van Bourgondië, eerst in Maastricht zelf, daarna in Theater Bellevue in Amsterdam tijdens het IT's-Festival.
In 2013 was Bosmans in het theater te zien als Juliette in Roméo et Juliette van Yves Beaunesne, samen met onder anderen François Beukelaers, Els Olaerts, Chris Thys, Mout Uyttersprot en Bien De Moor.

### Film
In 2010 speelde ze haar eerste hoofdrol, als Germaine Debruyker in Groenten uit Balen, de derde langspeelfilm van Frank Van Mechelen, die in 2011 uitkwam. Voor haar rol in deze film mocht ze tijdens het Filmfestival Oostende 2012 de Ensor voor beste actrice in ontvangst nemen.
Op 18 juli 2012 kwam de Vlaamse versie van de Disney Pixar-animatiefilm Brave uit, waarvoor ze de stem van het hoofdpersonage Merida op zich nam; de zangstem werd ingezongen door Eva De Roovere. Voor de Vlaamse versie van de Disney-animatiefilm Ralph Breaks the Internet uit 2018 sprak ze opnieuw de stem van Merida in.
Ze is ook te zien als Helena in de film Marina van Stijn Coninx met onder anderen Matteo Simoni, gebaseerd op het leven van Rocco Granata.
Op 26 februari 2014 ging Halfweg van Geoffrey Enthoven in première, een langspeelfilm waarin ze de rol van Julie vertolkt. Later dat jaar kwam ook de horrorfilm Welp uit. In 2015 nam ze de rol van Nicky op zich in de romantische komedie Wat mannen willen.

### Televisie
In 2011 vertolkte ze de rol van Nicky Sterckx in Rang 1, een televisieserie van Eén over een familie die de lotto wint, met Tom Vermeir, Vic De Wachter, Gilda De Bal, Tom Van Bauwel en Lotte Pinoy, die in het najaar van 2011 werd uitgezonden. Het was haar doorbraak bij het grote publiek. Na eerdere optredens als andere personages bij de Sint speelde ze vanaf 2019 in Hij komt, hij komt... De intrede van de Sint de rol van Palomita Garcia, het nichtje van Conchita Garcia. Ze speelde deze rol ook in het nieuwe seizoen van Dag Sinterklaas in 2019.

## Privé
Ze had acht jaar lang een relatie met collega Jonas Van Geel. Deze twee werkten samen in verschillende producties, zoals Wat mannen willen, Amateurs, Rang 1 en Sinterklaas en de wakkere nachten. Ze hebben samen een zoon. In maart 2022 ging het koppel uiteen.
Bosmans' zus Marlies Bosmans is eveneens actrice.
- Gemeinsame Normdatei: 1072155087
- MusicBrainz: fde6c257-d5a6-47cc-b1a7-28a4ee08d7a3
- Virtual International Authority File: 316389186
- WorldCat: E39PBJyxfFGfw7KMwHCDjCMXVC